# Edificio Castelar
El edificio Castelar es un edificio de oficinas situado en el número 50 del paseo de la Castellana (plaza de Emilio Castelar), en la ciudad de Madrid. Fue proyectado por el arquitecto español Rafael de La-Hoz Arderius en 1975 y dirigida entre 1977 y 1983 su construcción. En 2010 fue reformado bajo la dirección de su hijo Rafael de La-Hoz Castanys. Desde 2012 está alquilado en su totalidad al bufete de abogados Pérez-Llorca, que anteriormente tenía su sede central en Alcalá, 61.

## Historia
El edificio Castelar recibe el nombre de la plaza donde se ubica, dedicada al político Emilio Castelar y sita en el paseo de la Castellana. El edificio se sitúa en el solar ocupado antiguamente por el palacete del conde de la Maza, que fue diseñado por los arquitectos Palacios y Otamendi. El autor del proyecto fue el arquitecto Rafael de La-Hoz Arderius, asistido por Gerardo Olivares y por su hijo, un joven Rafael de La-Hoz Castanys. Se construyó para ser la sede del Banco Coca, que desapareció después de fusionarse con Banesto. Pasó entonces a manos del Banco Español de Crédito. Posteriormente fue adquirido por Mutua Madrileña, que lo alquiló a Catalana Occidente hasta 2009. Entre 2010 y 2011 el inmueble fue remodelado por el hijo del arquitecto original, Rafael de La-Hoz Castanys. Los trabajos de reforma consistieron en la demolición de todos los elementos internos del edificio junto con la sustitución del vidrio de la fachada por uno que sea transparente desde el interior, respetando el diseño anterior.
En 2022 se incoó expediente para la declaración del inmueble como bien de interés cultural, en la categoría de monumento.

## Arquitectura

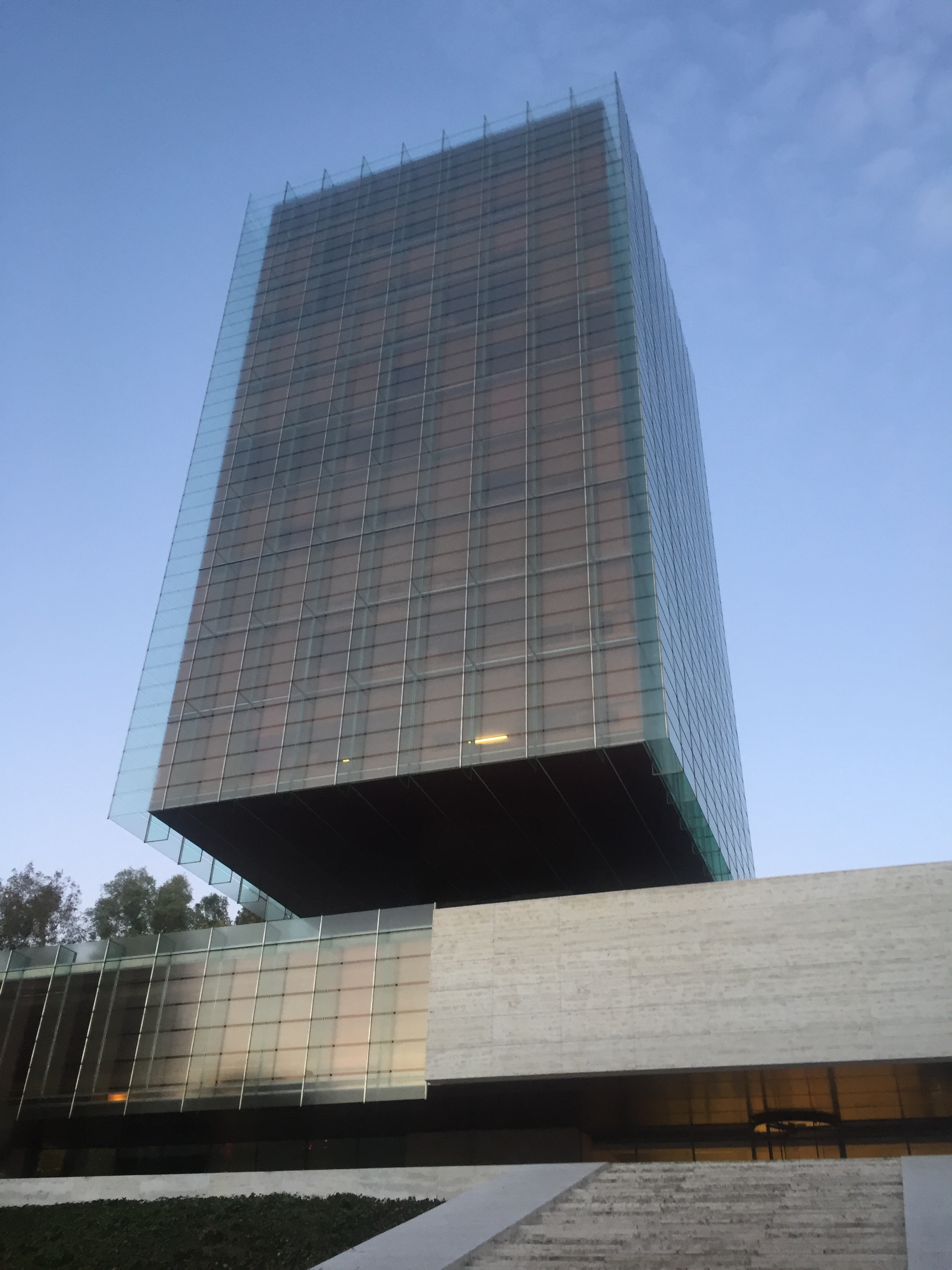
Vista desde la escalinata.

La entrada del edificio es una escalinata realizada en mármol travertino. El elemento característico del edificio su disposición «colgante» de una estructura situada en la parte posterior, que junto a una segunda fachada de cristal maximizan la iluminación del interior del bloque. Sus 11 plantas se soportan en un único núcleo de hormigón que no está ubicado en el centro (lo que es lo habitual), de forma que la mitad de su superficie queda suspendida en el aire, en voladizo, sujeta por cables atirantados. La superficie total del inmueble es de 13 637 m², divididos en once plantas sobre rasante de oficinas (6 561 m²) y cinco sótanos destinados a plazas de aparcamiento (7 076 m²).